# Ectaetia stackelbergi
Ectaetia stackelbergi är en tvåvingeart som beskrevs av Nina Krivosheina 2002. Ectaetia stackelbergi ingår i släktet Ectaetia och familjen dyngmyggor. Inga underarter finns listade i Catalogue of Life.